# Euroliga 2002./03.
Ovo je 46. izdanje elitnog europskog klupskog košarkaškog natjecanja. Sudjelovale su 24 momčadi raspoređene u tri skupine po osam. Najboljih pet iz dvije i šest iz jedne išlo je u Top 16 u kojem su bile formirane četiri skupine, a iz svake je jedna išla u poluzavršnicu. Završni turnir održan je u Barceloni od 9. do 11. svibnja 2003. Hrvatski predstavnik Cibona ispao je u Top 16.
- najkorisniji igrač:  Joseph Blair ( Ülkerspor)

## Završni turnir

### Poluzavršnica
- Montepaschi Siena -  Benetton Treviso 62:65
- Barcelona -  CSKA Moskva 76:71

### Završnica
- Barcelona -  Benetton Treviso 76:65

- europski prvak:  Barcelona (prvi naslov)
  - sastav: Nacho Rodríguez, Alfons Alzamora, Gregor Fučka, Patrick Femerling, César Bravo, Dejan Bodiroga, Juan Carlos Navarro, Roberto Dueñas, Šarūnas Jasikevičius, Rodrigo de la Fuente, Anderson Varejão, Remon van de Hare, trener Svetislav Pešić